# Golpe de Julho
Golpe de Julho, também conhecido como Putsch de Julho (em alemão:  Juliputsch) foi um golpe de Estado fracassado perpetrado pelo Partido Nacional-Socialista Austríaco em 25 de julho de 1934. Embora os conspiradores conseguissem tomar a sede do governo e assassinar o chanceler Engelbert Dollfuss, foram cercados e, na falta de apoio externo, tiveram que se render. A rebelião se espalharia para o restante do país nos dias seguintes, porém seria esmagada pelas forças do governo. Após o fracasso, o movimento nacional-socialista austríaco ficaria temporariamente muito debilitado.
Os primeiros planos contra Dollfuss haviam surgido no início do verão de 1933, quando o chanceler austríaco havia proibido o partido nazista, porém não haviam sido concluídos. A crise do nacional-socialismo austríaco, perseguido com crescente rigor pelo governo, desanimado pela ausência de acesso ao poder, desunido e repleto de extremistas que reivindicavam ação contra Dollfuss conduziria à organização do golpe de julho de 1934. O que deveria ter sido uma sublevação nacional abrangente com apoio militar para derrubar o governo Dollfuss e implantar outro que solicitasse a intervenção alemã foi na realidade um ataque surpresa mal organizado protagonizado por cento e cinquenta e quatro nacionais-socialistas que logo permaneceriam isolados na capital austríaca.
Os conjurados aproveitaram a mudança da guarda da chancelaria para adentrar no recinto às 12:53 em 25 de julho. Um deles, o ex-sargento  Otto Planetta, disparou dois tiros contra o chanceler, enquanto este tentava fugir do edifício. Dollfuss sangrou até morrer duas horas e meia mais tarde. Ao mesmo tempo que ocupavam a chancelaria, os rebeldes também tomaram a estação de rádio RAVAG. Seguindo o plano previsto, a partir daí, anunciaram a destituição de Dollfuss e a formação de um novo gabinete presidido por Anton Rintelen. O anúncio deveria ter desencadeado um levante nacional em favor do novo governo, porém isso não ocorreu.  Ademais, o grupo que havia marchado para capturar o presidente Wilhelm Miklas em seu retiro de verão, falhou nesta tarefa.
O governo e a liderança militar se reuniram no Ministério da Defesa. Miklas, que rechaçou qualquer acordo com os rebeldes, nomeou o ministro Kurt von Schuschnigg chanceler interino e ordenou-lhe que esmagasse o golpe pela força. Finalmente, às 17:30, Von Schuschnigg apresentou um ultimato aos rebeldes para se que rendessem em quinze minutos. Na verdade, as negociações entre os rebeldes e o governo se estenderiam por mais duas horas. As forças governamentais conseguiram recuperar o edifício pacificamente por volta das 20:00.
Confirmado finalmente o fracasso do golpe pelo embaixador alemão na noite do dia 25, Adolf Hitler ordenou de imediato que fosse negado qualquer envolvimento alemão no plano falhado. O governo alemão se viu em apuros, apesar da negação governista pela posterior deflagração das rebeliões de seus partidários nas províncias austríacas, as forças governamentais não conseguiriam reprimir totalmente até o dia 28. No dia 26, Hitler nomeou o vice-chanceler Franz von Papen novamente embaixador em Viena. Este visava alcançar o objetivo de anexar o país sem ter de recorrer novamente à violência. Na tarde do dia 25, quando Benito Mussolini, que esperava a visita poucos dias depois de Dollfuss, recebeu a confirmação do golpe de Estado que estava ocorrendo na capital austríaca, ordenou imediatamente o avanço das forças italianas a fronteira austro-italiana. O fracasso do golpe de Estado permitiu que a independência austríaca se mantivesse por mais quatro anos, até a anexação alemã do país na primavera de 1938.